# Platanthera psycodes
Platanthéra psycódes — вид цветковых растений, входящий в род Любка (Platanthera) семейства Орхидные (Orchidaceae).
Распространена на востоке Северной Америки.

## Ботаническое описание
Многолетнее травянистое растение, иногда достигающее 70—100 см в высоту. Стебель полый, зелёный, голый. Листья в числе 2—5, до 20 см длиной и 3—4(7) см шириной, ланцетовидной, продолговато-эллиптической или продолговато-обратнояйцевидной формы, верхние редуцированы до прицветников.
Соцветие — колос с 25—50 (или более) обычно густо расположенными цветками. Цветки приметные, декоративные, ароматные, розово-сиреневого цвета, изредка белые, 12—15 мм в диаметре. Боковые чашелистики изогнутые. Лепестки лопатчатой или широкообратнояйцевидной формы, с бахромчатым краем. Губа разделена на три вееровидные бахромчатые лопасти, шпорец до 2 см длиной, тонкий, с утолщением на конце.
Диплоидный набор хромосом — 2n = 42.

## Распространение
Platanthera psycodes распространена на востоке Северной Америки, произрастает по влажных болотистых лесах со сфагнумом, на лугах, на заброшенных полях, по берегам рек и ручьёв, на высоте до 2000 м над уровнем моря. На юге ареал заходит в северную часть Джорджии, на западе — в Миннесоту.

## Таксономия
Вид был впервые действительно описан Карлом Линнеем в Species plantarum в мае 1753 года в составе рода Ятрышник. Видовой эпитет psycodes означает «подобный бабочке», что относится к форме цветков.

### Синонимы
- Blephariglottis fissa (Muhl. ex Willd.) G.Keller & Soó, 1935
- Blephariglottis psycodes (L.) Rydb., 1901
- Blephariglottis psycodes f. albiflora (Ralph Hoffm.) Baumbach & P.M.Br., 2009
- Blephariglottis psycodes f. albispicata House, 1923
- Blephariglottis psycodes f. ecalcarata (M.M.Bryan) Baumbach & P.M.Br., 2009
- Blephariglottis psycodes f. rosea (P.M.Br.) Baumbach & P.M.Br., 2009
- Blephariglottis psycodes f. varians (M.M.Bryan) Baumbach & P.M.Br., 2009
- Fimbriella psycodes (L.) Butzin, 1981
- Habenaria fissa (Muhl. ex Willd.) Spreng., 1826
- Habenaria psycodes (L.) Spreng., 1826
- Habenaria psycodes f. albiflora Ralph Hoffm., 1922
- Habenaria psycodes f. ecalcarata (M.M.Bryan) Dole, 1937
- Habenaria psycodes f. varians (M.M.Bryan) Fernald, 1946
- Habenaria psycodes var. ecalcarata M.M.Bryan, 1917
- Habenaria psycodes var. varians M.M.Bryan, 1917
- Habenaria racemosa Raf., 1820
- Orchis fissa Muhl. ex Willd., 1805
- Orchis incisa Muhl. ex Willd., 1805
- Orchis psycodes L., 1753basionym
- Platanthera fissa (Muhl. ex Willd.) Lindl., 1835
- Platanthera psycodes f. albiflora (Ralph Hoffm.) R.E.Whiting & Catling, 1982
- Platanthera psycodes f. ecalcarata (M.M.Bryan) P.M.Br., 1988
- Platanthera psycodes f. varians (M.M.Bryan) P.M.Br., 1988
- Platanthera psycodes f. rosea P.M.Br., 1995